# تیکسانی
تیکسانی (به اسپانیایی: Ticsani) یک کوه و آتشفشان چینه‌ای در پرو است که در منطقه موکگوا واقع شده‌است. تیکسانی ۵٬۴۰۸ متر بالاتر از سطح دریا واقع شده‌است.